# Summerfield, Kansas
Summerfield är en ort i Marshall County i Kansas. Vid 2020 års folkräkning hade Summerfield 125 invånare.